# Arthroleptis poecilonotus
Espèce
Synonymes
- Arthroleptis macrodactylus Boulenger, 1882
- Arthroleptis inguinalis Boulenger, 1900

Statut de conservation UICN

 LC  : Préoccupation mineure
Arthroleptis poecilonotus est une espèce d'amphibiens de la famille des Arthroleptidae.

## Répartition
Cette espèce se rencontre en Guinée-Bissau, en Guinée, au Liberia, en Sierra Leone, en Côte d'Ivoire, au Ghana, au Bénin, au Togo, au Nigeria, au Cameroun, en Guinée équatoriale, au Gabon, au Congo-Brazzaville, dans le Nord du Congo-Kinshasa, en Centrafrique, dans l'est de l'Ouganda et dans le Sud du Soudan du Sud,.

## Publication originale
- Peters, 1863 : Fernere Mittheilungen über neue Batrachier. Monatsberichte der Königlichen Preussischen Akademie der Wissenschaften zu Berlin, vol. 1863, p. 445-470.